# Kotorów
Kotorów – wieś w Polsce położona w województwie lubelskim, w powiecie hrubieszowskim, w gminie Werbkowice.
| SIMC    | Nazwa  | Rodzaj    |
| ------- | ------ | --------- |
| 0905037 | Krynki | część wsi |

W latach 1975–1998 miejscowość administracyjnie należała do województwa zamojskiego. 
Wieś stanowi sołectwo gminy Werbkowice. Według Narodowego Spisu Powszechnego (III 2011 r.) liczyła 233 mieszkańców i była piętnastą co do wielkości miejscowością gminy.
Wierni Kościoła rzymskokatolickiego należą do parafii św. Jana Chrzciciela w Hostynnem.

## Historia
Dawniej często zwana także Kutorów. Wieś połączona w środkowej części gminy Werbkowice, na terenie Kotliny Hrubieszowskiej, w międzyrzeczu Siniochy i Huczwy. Po raz pierwszy wieś notowano w roku 1394, kiedy została zaliczana do parafii łacińskiej w Grabowcu, założonej przez księcia Ziemowita IV. Przed rokiem 1449 Kotorów, podobnie jak Konopne otrzymał z rąk książęcych Gotard z Życka, który w tym właśnie roku zamienił z Jakubem z Kargoszyna obie wsie oraz Malice za Kargoszyn z dopłatą 100 kóp groszy. W połowie XV wieku wieś należała do nowo powstałej parafii łacińskiej w Malicach. Prawdopodobnie Kotorów był wtedy własnością Malickich (Stompora z Malic). W roku 1472 wieś liczyła 4 łany użytków i należała do powiatu grabowieckiego województwa bełskiego. Od 1562 roku właścicielami Kotorowa stali się Łysakowscy, ale w 1582 roku wieś należała już do Piotra Stabrowskiego. W I połowie XVII wieku dziedzicami wsi byli Chrzanowscy, a w 1674 roku właścicielem wsi  był Andrzej Wiśniowski, podstarości grodzki chełmski, żonaty z Zofią  Świrską. Zmarł on między 1665 a 1668 rokiem, a wdowa po nim wyszła za mąż  za Jana Karola Romanowskiego. Prawdopodobnie Kotorów trafił w ręce Firlejów. Część majątku po Firlejach w 1754 roku otrzymały dzieci Antoniego Gołuchowskiego  i Anny Goskowskiej, z  których Józef sprzedał swoją część bratu Konstantemu w 1763 roku, Marianna sprzedała swojemu mężowi Kempistemu w 1764 roku i Hrynieckiemu w 1780 roku a Konstanty sprzedał swoją część Małachowskiemu. Na początku XIX wieku wieś wchodziła w skład dób Werbkowice należących do Szydłowskich. Pierwszym właścicielem z tej rodziny był Adam Szydłowski z herbu Lubicz. Po nim majątek mocno zaniedbany odziedziczył jego syn Antoni, który w krótkim czasie doprowadził gospodarstwo do rozkwitu specjalizując się w hodowli owiec. Następnym właścicielem wsi był syn Antoniego - Teodor. Spis z 1827 roku notował wieś w powiecie hrubieszowskimi parafii Hrubieszów. Liczyła wówczas 16 domów i 110 mieszkańców. Pod koniec XIX wieku wieś liczyła 48 domów i 606 morgów ziemi włościańskiej. W roku 1897 mieszkańcy Kotorowa brali udział w wystąpieniach chłopskich walczących o prawa serwitutowe. W roku 1921 wieś liczyła 43 domy i 269 mieszkańców, w tym 135 Ukraińców. Miejscowość Krynki, wchodząca obecnie w skład Kotorowa liczyła wówczas 8 domów i 54 mieszkańców, w tym 41 Ukraińców. W roku 1938 w Kotorowie było 72, a w Krynkach 12 domów.
Przed wybuchem wojny wybudowano szkołę lecz działania wojenne uniemożliwiły nauczanie aż do 1946 roku. Po wojnie mieszkańcy powoli przywracali dawny wygląd miejscowości, starali się odbudować zniszczone gospodarstwa. W 1959 roku na gruntach werbkowickiego IUNG-u rozpoczęto budowę Gospodarstwa Rolnego w Kotorowie. Wybudowano tu kilka budynków gospodarczych i mieszkalnych. Z Kotorowem związane były losy poety ludowego Stanisława Buczyńskiego, który pod koniec swojego życia przeniósł się wraz z rodziną z Hrubieszowa do Kotorowa.